# Maunath Bhanjan
Maunath Bhanjan (även känd som Mau) är en stad i den indiska delstaten Uttar Pradesh, och är den administrativa huvudorten för distriktet Mau. Staden hade 278 745 invånare vid folkräkningen 2011.